# Eritrean Airlines
A Eritrean Airlines é a principal companhia aérea da Eritreia.

## Frota

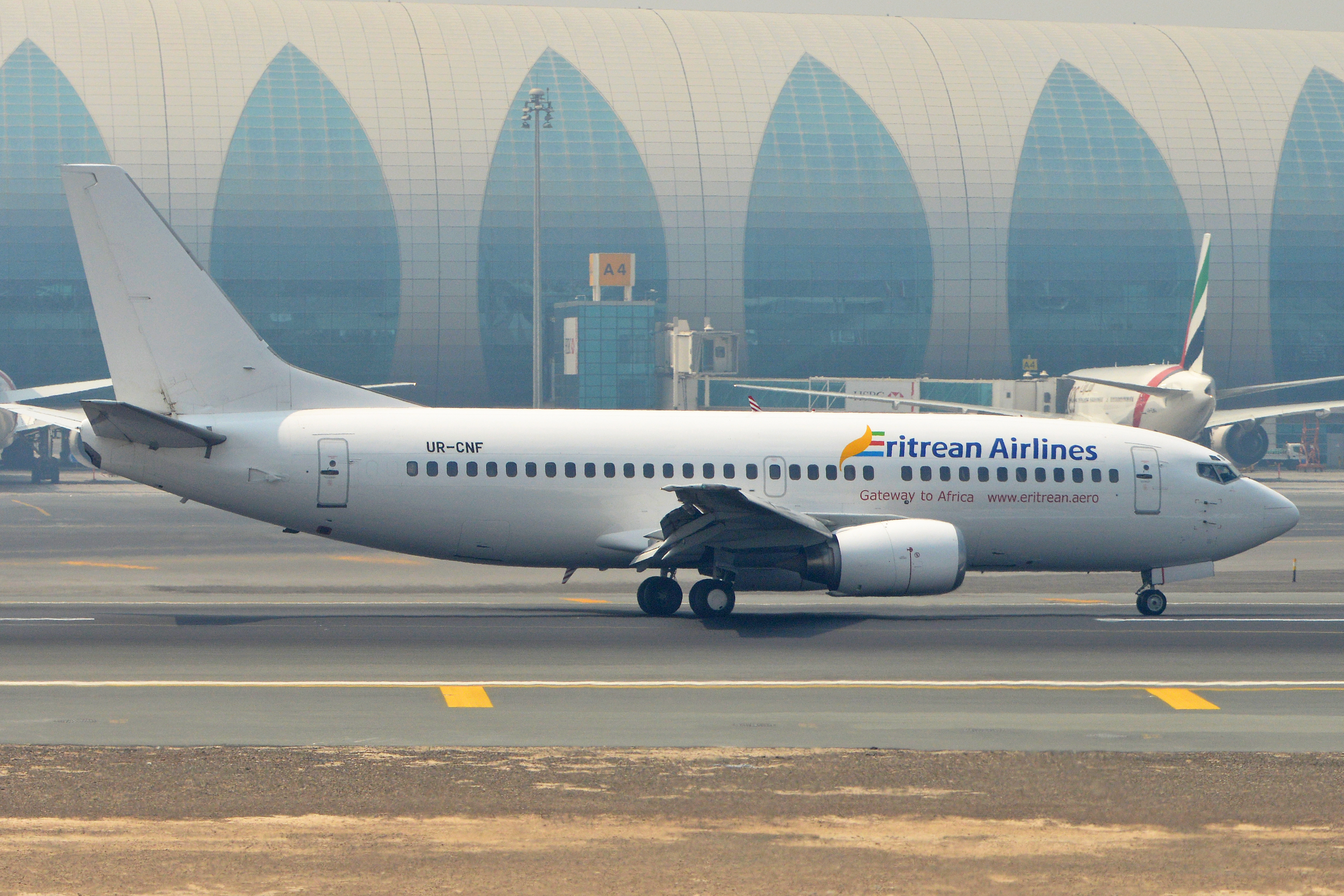
Um Boeing 737-300 da Eritrean Airlines, em setembro de 2015.

A frota da Eritrean Airlines consistia nas seguintes aeronaves (Julho de 2020):
| Aeronaves      | Em Serviço | Ordens | Passageiros | Notas |
| -------------- | ---------- | ------ | ----------- | ----- |
| Boeing 737-300 | 1          | –      | TBA         |       |
| Total          | 1          | 0      |             |       |